# Щучья белокровка
Щучья белокровка, или патагонская белокровка (лат. Champsocephalus esox) — морская прибрежная   рыба семейства белокровковых (Channichthyidae) из подотряда нототениевидных (Nototnenioidei) отряда окунеобразных (Perciformes). Один из двух видов рода щукорылых белокровок, или ледяных рыб (Champsocephalus). Впервые была описана, как Chaenichthys esox, в 1861 году немецко-британским ихтиологом и герпетологом Альбертом Гюнтером (нем. Albert Karl Ludwig Gotthilf Günther, 1830—1914) по рыбе, пойманной в бухте Пуэрто-Амбре в западной части Магелланова пролива, отделяющего Южную Америку от Огненной Земли, недалеко от чилийского города Пунта-Аренас. Латинское название виду (как и английское, а затем и русское) было дано за сходство с обыкновенной щукой (Esox lucius).
Средняя по размеру рыба, стандартная длина которой не превышает 35 см. Прибрежный периантарктический вид, обитающий в диапазоне глубин 50—250 м. Ведёт стайный придонно-пелагический образ жизни. Распространена на периферии Антарктики в зоне умеренного климата в Фолклендско-патагонском регионе (Фолклендские острова и аргентинская Патагония) и в Магеллановом проливе, изредка встречается в районе острова Южная Георгия. Согласно схеме зоогеографического районирования по донным рыбам Антарктики, предложенной А. П. Андрияшевым и А. В. Нееловым, указанный выше район находится за пределами Антарктической области.
Щучьей белокровке, как и всем прочим белокровковым рыбам, свойственно отсутствие чешуи на теле и обладание уникальным явлением среди всех позвоночных, присущим только 25 видам рыб этого семейства, — наличием «белой» крови, представляющей собой слегка желтоватую плазму, лишённую эритроцитов и гемоглобина. Подобное явление объясняется адаптацией предковых форм белокровковых рыб к суровым условиям Антарктики и отрицательной температуре воды в Южном океане, близкой к точке замерзания.

## Характеристика щучьей белокровки
В первом спинном плавнике — 9—10 гибких колючих лучей, во втором спинном плавнике — 32—37 членистых лучей, в анальном плавнике — 31—35 членистых луча, в грудном плавнике — 22—24 лучей; в нижней части первой жаберной дуги — 10—18 жаберных тычинок; общее число позвонков — 57—60, из них туловищных 27—29 и хвостовых 29—31.
Тело невысокое (12—13% стандартной длины тела), прогонистое. Ростральный шип у вершины рыла отсутствует. Вершина нижней челюсти находится на одной вертикали с вершиной верхней челюсти. Голова относительно невысокая, её высота заметно меньше длины рыла. Рыло длинное — 34—48% длины головы. Рот большой, задний край верхней челюсти доходит до уровня передней трети орбиты  или до середины зрачка. Глаз небольшой, диаметр орбиты 13—14% длины головы. Межглазничное пространство умеренной ширины (16—26% длины головы). Внешние края лобных костей над глазами ровные, без кренуляции (не зазубренные) и не приподняты. Оба спинных плавника низкие и едва разделены очень узким междорсальным пространством. На теле имеются две боковые линии (дорсальная и медиальная) без костных члеников. Брюшные плавники умеренной длины, средние лучи наибольшие (16—20% стандартной длины тела), не достигают начала основания анального плавника. Хвостовой плавник выемчатый.
Общая окраска тела беловатая с нечеткими вертикальными коричневыми полосами (иногда прерывистыми) по бокам туловища. Спинные плавники коричневые, анальный плавник серый с беловатой каймой вдоль внешнего края. Грудные плавники жёлто-коричневые. Брюшные плавники светлые в проксимальной части и жёлто-коричневые задней половине. Хвостовой плавник тёмно-коричневый.

## Распространение и батиметрическое распределение
Ареал щучьей белокровки характеризуется как периантарктический, нотальный, Фолклендско-патагонский. Южнее зоны Антарктической конвергенции практически не встречается, за исключением нескольких случаев нахождения вида в районе острова Южная Георгия. Отмечена на глубинах 50—250 м.

## Размеры
Наибольшая известная стандартная длина составляет 35 см.

## Образ жизни
Скоплений, в отличие от щуковидной белокровки, не образует. Хищник, преимущественный ихтиофаг в основном ареале. У рыб, пойманных в районе Южной Георгии, в желудках отмечен только антарктический криль.

## Близкие виды
Кроме щучьей белокровки род Champsocephalus включает ещё один вид — щуковидную белокровку, или обыкновенную ледяную рыбу — промысловый вид, обитающий в зоне Антарктики.